# Schwerin (Schiff, 1926)
Die Schwerin war eine deutsche Eisenbahnfähre, die ab 1926 auf dem Trajekt Warnemünde–Gedser fuhr. Im Zweiten Weltkrieg wurde sie von der Kriegsmarine requiriert und als Truppentransporter und Minenschiff eingesetzt.

## Bau und Technische Daten
Die Schwerin wurde 1926 von den Schichau-Werken in Elbing für die Deutsche Reichsbahn gebaut. Das Schiff war 106,8 m lang und 18,5 m breit, hatte 4,4 m Tiefgang und war mit 3133 BRT vermessen. Der Antrieb bestand aus zwei ölgefeuerten Dampfturbinen mit jeweils 2100 PS und zwei Schrauben. Die Höchstgeschwindigkeit betrug 15,5 Knoten. Die Schwerin war ein Eisenbahn-Doppelend-Fährschiff, mit sowohl einer Bug- als auch einer Heckklappe. Die Doppelgleisanlage auf dem Eisenbahndeck hatte insgesamt 164,40 m Gleislänge. Mit der Schwerin wurde erstmals der PKW-Transport per Achse möglich; bis zu diesem Zeitpunkt war dies nur per Bahnverladung möglich gewesen. Das Schiff hatte Platz für 800 Passagiere.

## Fährdienst

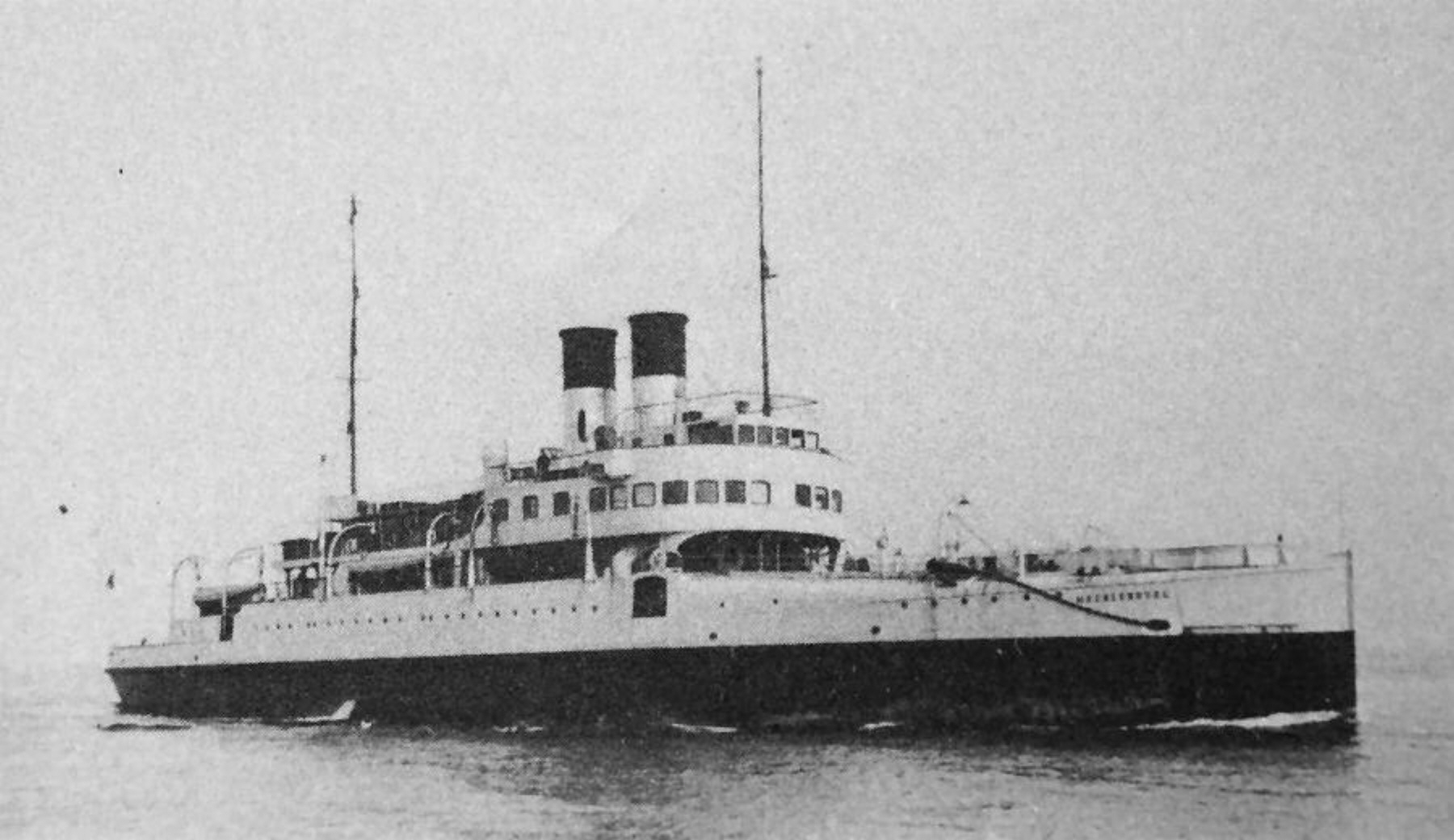
Die 1926 umgebaute Mecklenburg

Die Schwerin wurde auf der Strecke Warnemünde–Gedser zwischen Mecklenburg und Dänemark eingesetzt und ersetzte dort die alte eingleisige Schaufelradfähre Friedrich Franz IV.  Zusammen mit der 1922 gebauten Danmark (2915 BRT) der Dänischen Staatsbahnen (DSB), die deren eingleisige Schaufelradfähre Prinsesse Alexandrine ersetzte, versah sie den Schnellzug-, PKW- und Passagierfährdienst. Die beiden alten zweigleisigen Schraubenschiffe Mecklenburg (1810 BRT) und Prins Christian (DSB, 1900 BRT) wurden für den Güterverkehr und den verminderten Betrieb in den Wintermonaten weiterverwendet.
Im eisigen Winter 1928/29 wurde die Schwerin in der Ostsee vom Eis eingeschlossen und musste, wie viele andere Schiffe auch, von Flugzeugen der Verkehrsfliegerschule in Warnemünde am 8. März mit Fallschirmen proviantiert werden. Erst am 10. März wurde sie von den zwei vom Reichsverkehrsministerium gecharterten sowjetischen Eisbrechern Jermak und Truvor befreit. Zwei Tage später holten die beiden Eisbrecher dann auch die Mecklenburg aus dem Packeis. Beide Fähren waren beschädigt und mussten in die Werft.

1937 wurde die Schwerin auf einer von insgesamt neun Zuschlagmarken der Deutschen Reichspost zugunsten des Winterhilfswerks dargestellt.

## Zweiter Weltkrieg
Bei Beginn des Überfalls auf Polen wurde die Schwerin von der Kriegsmarine requiriert und als Truppentransporter eingesetzt, kehrte aber schon bald wieder zu ihrem Fährdienst zurück. Bei der Besetzung Dänemarks durch die Wehrmacht am 9. April 1940 brachten die Schwerin und die Mecklenburg deutsche Invasionstruppen in den frühen Morgenstunden nach Gedser, wo man die routinemäßige Ankunft der Fähren, nicht aber von Truppentransportern erwartete.  Danach brachten die beiden Schiffe und die beiden in Gedser beschlagnahmten dänischen Fährschiffe Danmark und Prins Christian im Pendelverkehr weitere Truppen von Warnemünde nach Gedser.

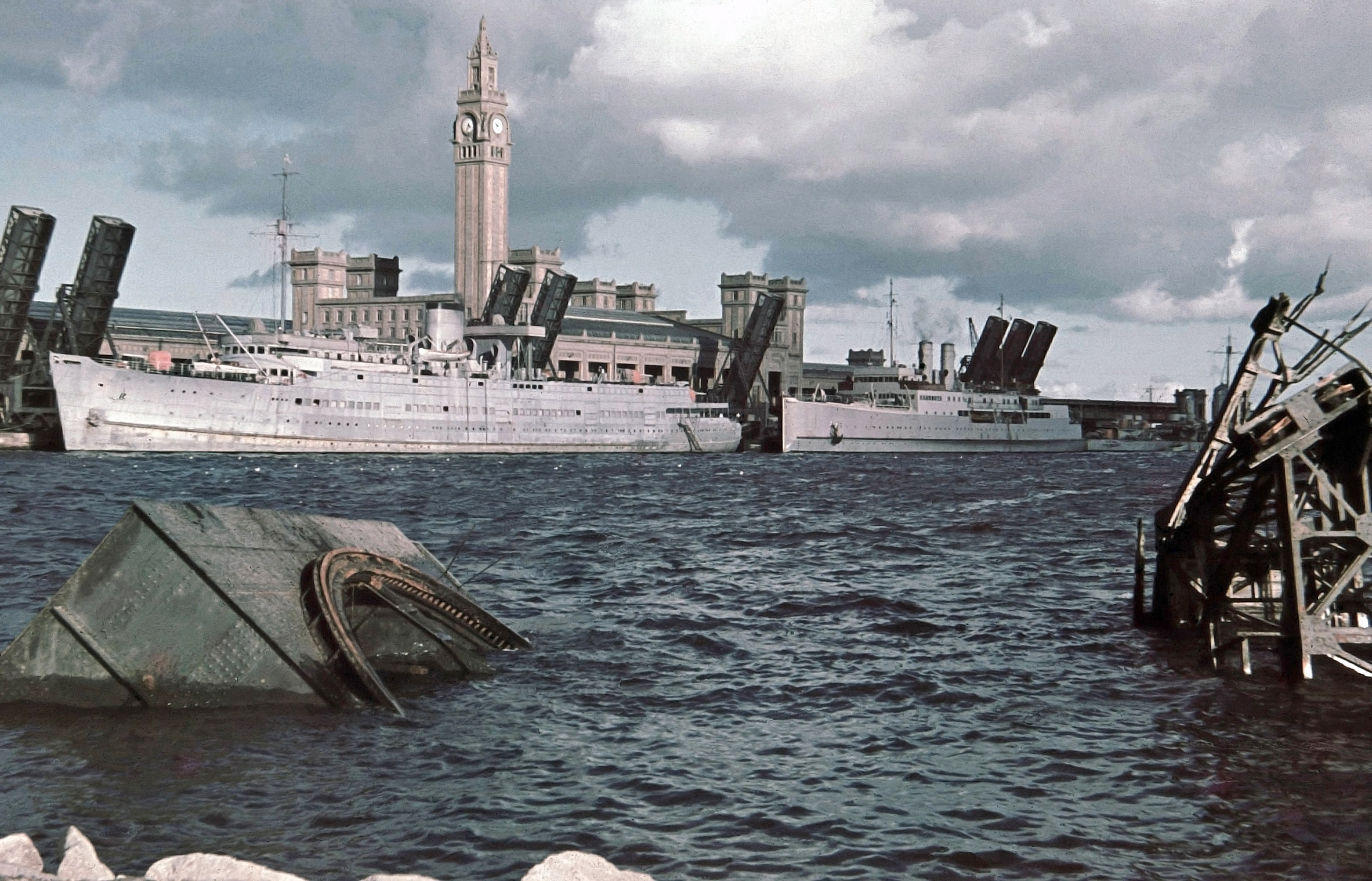
Die Schwerin (rechts) und die Tannenberg 1940 in Cherbourg

In Vorbereitung für die geplante Invasion Großbritanniens (Unternehmen Seelöwe) wurde die Schwerin von der Kriegsmarine im Sommer 1940 wiederum requiriert, als Hilfsminenleger ausgerüstet und der sogenannten Westgruppe der Minenschiffe des Führers der Minenschiffe zugeteilt. Am 8. September liefen die Minenschiffe Schiff 23, Königin Luise, Preußen, Schwerin, Hansestadt Danzig und Grille, begleitet von vier Torpedobooten, von deutschen Nordseehäfen bis vor Rotterdam, wo am 9. September auch die Minenschiffe Tannenberg, Cobra, Kaiser, Roland und Togo und zwei weitere Torpedoboote zu dem Verband stießen. Während die Schiffe der Ostgruppe nach Antwerpen und Ostende gingen, fuhren die der Westgruppe – Schiff 23, Tannenberg, Cobra, Togo und Schwerin – weiter bis Calais und gingen am 10. September, von fünf Zerstörern begleitet, nach Cherbourg, das sie am 11. September erreichten. Die Schwerin war zusammen mit der Tannenberg, der Cobra, der Togo und Schiff 23 in Cherbourg stationiert; die beiden anderen Schiffe der Westgruppe, Stralsund und Skagerrak, lagen in Le Havre. Als der Termin für die geplante Invasion vom 15. September verschoben wurde, verlegten die fünf in Cherbourg stationierten Schiffe der Westgruppe am 19./20. September nach Saint-Nazaire.
Da die Invasion Englands schließlich auf unbestimmte Zeit hinausgeschoben und dann ganz abgesagt wurde, wurde die Schwerin wieder aus dem Dienst der Kriegsmarine entlassen und kehrte zum Eisenbahnfährdienst in die Ostsee zurück, wo sie wieder die Strecke Warnemünde – Gedser und teilweise auch die Strecke Saßnitz – Trelleborg bediente.

## Ende
Im Jahre 1944 lag die Schwerin zu einer Kesselreparatur in der Neptun-Werft in Rostock. Dabei wurde sie bei einem Fliegerangriff auf die Stadt am 20. Februar durch einen Bombentreffer schwer beschädigt, brannte aus und sank. Sie wurde zwar gehoben, aber nicht mehr repariert. Das Schiff wurde 1949 abgewrackt.